# Ruta Provincial 4 (La Pampa)
La Ruta Provincial 4 es una carretera de Argentina en la provincia de La Pampa. Su recorrido total es de 142 km totalmente de asfalto.

## Recorrido
Corre de este a oeste de la provincia.
Tiene como extremo este al límite con la Provincia de Buenos Aires. Es la continuación de la Ruta Provincial 70 en territorio bonaerense, siendo esta una vía directa hacia la Ruta Nacional 33. Es una de las principales rutas de acceso a la ciudad de General Pico.
Después de recorrer 20 km en suelo pampeano, la ruta empalma con la Ruta Provincial 1 hasta General Pico.
Resurge en el acceso sudoeste de la ciudad, en el cruce con la Ruta Provincial 101. Yendo siempre en sentido hacia el oeste, pasa por el acceso a la ciudad de Trenel, donde cruza las vías del ramal a Arizona del Ferrocarril Sarmiento antes de llegar a la Ruta Nacional 35.
Continúa corriendo paralela a las vías del ferrocarril, siendo el acceso a las localidades de Arata, Caleufú, Pichi Huinca, La Maruja e Ingeniero Foster.
Finaliza en el límite con la Provincia de San Luis.